# Нягыньюган
Нягыньюган (устар. Нягынь-Юган, Нягань-Юган) — река в России, протекает по Ханты-Мансийскому АО. Устье реки находится в системе проток Оби (Егакся, Сингем, Нягыньпосл), впадающих слева в Обь через протоку Большую в 900 км от устья. В период разлива (с мая по июль) возле устья образуется широкая зона затопления, ранее именуемая озеро Вандм-Тор. Длина реки составляет 120 км, площадь водосборного бассейна 2390 км².

## Притоки
- Вандмъюган (пр)
- Тундраюган (пр)
- Крестьянская (лв)
- Чебуръюган (пр)
- Кушъюхъюган (лв)
- Ай-Кушъюхъюган (лв)
- Шихсоим (лв)
- Большой Пидым (пр)
- Хаймазова (пр)
- Ун-Хутъюган (лв)
- Унъюган (пр)
- Репсоим (лв)
- Средний (пр)
- Выхимсоим (лв)

## Данные водного реестра
По данным государственного водного реестра России относится к Нижнеобскому бассейновому округу, водохозяйственный участок реки — Обь от впадения Иртыша до впадения реки Северная Сосьва, речной подбассейн реки — бассейны притока Оби от Иртыша до впадения Северной Сосьвы. Речной бассейн реки — (Нижняя) Обь от впадения Иртыша.
Код объекта в государственном водном реестре — 15020100112115300019603.